# Masahiro Sakurai
Masahiro Sakurai (Japans: 桜井 政博 Sakurai Masahiro) (Tokio, 3 augustus 1970) is een Japanse gameconceptontwikkelaar en het creatieve brein achter zowel de Kirby- als de Super Smash Bros.-serie op de Nintendo spelcomputers. Ook is hij auteur in een wekelijkse column in het Japanse blad Famitsu.
Sakurai deed een van zijn eerste ervaringen in de computerspelindustrie op toen hij begon te werken voor HAL Laboratory Hier ontwikkelde hij op 19-jarige leeftijd ook het personage Kirby. Niet al te lang hierna ontwikkelde hij zelf een spel genaamd Kirby's Dream Land.
Sakurai nam op 5 augustus 2003 ontslag bij HAL Laboratory, Inc. Hierdoor dachten veel fans dat de Kirby- en Super Smash Bros.-serie ten dode waren opgeschreven. De reden voor zijn vertrek was dat hij te weinig vrijheid kreeg en te veel structureel moest werken bij HAL Laboratory. Maar de voornaamste reden was dat Sakurai er moe van werd dat gamers er steeds maar weer van uitgingen dat als er een nieuw spel was ontwikkeld, er vanzelfsprekend een opvolger zou komen.
"Het was moeilijk voor me om te zien dat elke keer als ik een nieuw spel ontwikkelde mensen er automatisch van uitgingen dat er een opvolger zou komen", zei Masahiro Sakurai op 26 augustus 2003 in een interview met Nintendo Dream, twee weken nadat hij ontslag had genomen bij HAL Laboratory. "Zelfs als het een opvolger is, moeten vele mensen alles geven om het spel te maken, maar sommige mensen denken dat het opvolgingsprincipe vanzelf gebeurt."
Zijn ontslag kwam een paar dagen nadat hij Nintendo in een interview had bekritiseerd over de ontwikkeling van het GameCube-spel Kirby Air Ride. Hij zei graag met HAL te willen doorwerken aan de Kirby-serie, waar hij tot op heden invloed op heeft.
Na zijn vertrek bij HAL in augustus 2003 begon Sakurai te werken bij Q Entertainment, samen met Tetsuya Mizuguchi. Deze samenwerking resulteerde in Meteos, een uniek puzzelspel voor de Nintendo DS.
Op 30 september 2005 liet Sakurai weten dat hij zijn eigen bedrijf was begonnen: Sora. Er werd bekend gemaakt dat er twee speltitels in ontwikkeling waren, maar deze zagen nooit het daglicht.
In uitgave nummer 885 van Famitsu maakte Sakurai bekend dat hij het hoofd van het ontwikkelteam zou zijn van Super Smash Bros. Brawl voor Nintendo's Wii.
In zijn column in Weekly Famitsu zinspeelde Sakurai in januari 2015 op pensionering als zijn stressvolle carrière zo zou doorzetten. Eind van dat jaar schreef hij opnieuw in het blad over de onzekerheid van een nieuw deel in de Smash Bros.-serie. Echter in maart 2018 werd het spel Super Smash Bros. Ultimate voor de Switch aangekondigd dat eind van dat jaar uitkwam.